# Ада береговий

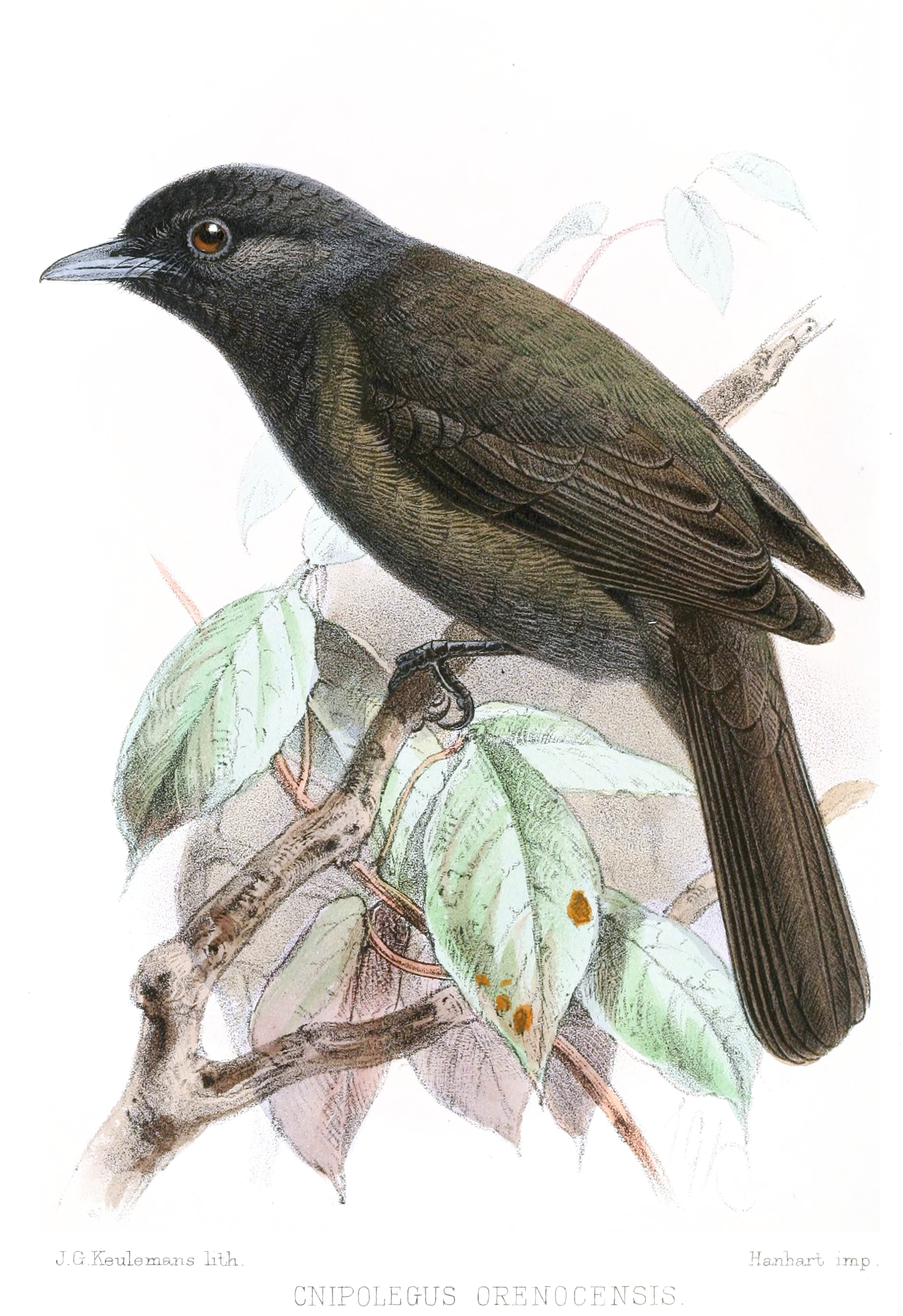
Береговий ада

А́да береговий (Knipolegus orenocensis) — вид горобцеподібних птахів родини тиранових (Tyrannidae). Мешкає в Південній Америці.

## Підвиди
Виділяють три підвиди:
- K. o. orenocensis Berlepsch, 1884 — східна Колумбія (північний схід Мети) і центральна Венесуела (нижня течія річки Апуре і верхня течія Оріноко на схід від Сьюдад-Болівара);
- K. o. xinguensis Berlepsch, 1912 — схід бразильської Амазонії (нижня течія річок Шінгу і Арагуаї;
- K. o. sclateri Hellmayr, 1906 — північний схід Еквадору (долина річки Напо), північний схід і схід Перу (долини Напо, Мараньйону), Амазонки, верхня течія річки Укаялі), північ центральної Бразилії (вздовж річок Солімойнс і Мадейра на схід до нижньої течії Тапажосу).

Деякі дослідники вважають підвид K. o. sclateri окремим видом.

## Поширення і екологія
Берегові ади поширені в Бразилії, Венесуелі, Колумбії, Еквадорі і Перу. Вони живуть в чагарникових заростях на берегах річок.